# Kurt Huber
Kurt Huber (n. 24 octombrie 1893, Chur, Elveția - d. 13 iulie 1943, München) a fost un profesor de filosofie și de teorie muzicală la Universitatea din München, membru al grupului Trandafirul Alb, executat de autoritățile Germaniei naziste, sub acuzația că ar fi subminat „adevărata unitate a poporului german” prin redactarea unor foi volante împotriva războiului.

## Biografia
Născut în Elveția din părinți germani, familia s-a transferat la Stuttgart pe când Kurt avea numai 4 ani. A frecventat Gimnaziul Eberhard-Ludwigs, din 1913. După moartea tatălui său s-a mutat cu mama la München. Aici – grație unui talent deosebit – a studiat teoria muzicală dar și psihologia și filosofia. Și-a obținut doctoratul în 1917 devenind profesor asociat în 1920. S-a căsătorit cu Clara Schlickenrieder în 1929 în cariera sa academică s-a interesat preponderent de muzica populară bavareză călătorind totodată în toată Europa în căutarea de materiale muzicale ale tradiției balcanice, franceze și spaniole.
Și-a continuat liniștita sa profesie academică și după venirea la putere a național-socialiștilor dar descrierile pe care studenții săi (majoritatea foști soldați pe front) i le făcea cu privire la atrocitățile săvârșite în Polonia și în Rusia, l-au impresionat adânc.
La finele anului 1942 a fost contactat de membrii mișcării de rezistență non-violentă intitulată Trandafirul Alb; toți membrii erau studenți care-i urmau cursurile universitare. Această legătură s-a realizat – la început – prin Hans Scholl și Alexander Schmorell.
Impresionat și de înfrângerea germanilor la Stalingrad, Huber a aderat total la grup, fiind autorul unei schițe pentru manifestul al cincilea și al întregului manifest al șaselea.
A fost arestat pe 27 februarie 1943 și judecat pe 19 aprilie, același an, când a fost condamnat la moarte prin decapitarea cu ghilotina. Judecătorul nazist Roland Freisler l-a umilit și insultat pe profesorul Huber în timpul procesului, încercând să-i distrugă onoarea. Cu toate acestea profesorul Huber și-a păstrat calmul și a găsit în sine forța de a răspunde civilizat încurajându-i astfel și pe ceilalți membri ai grupului, judecați odată cu el. O altă lovitură: chiar în timpul procesului, i-a ajuns și vestea că, la aflarea arestării lui, universitatea i-a anulat titlurile academice. Chiar și atunci profesorul a avut un comportament senin și demn. Mai bine decât altceva poate spune faptul că, chiar și în urma pronunțării sentinței de moarte, a continuat să lucreze (până în ziua morții, pe care o știa exact, cu oră cu tot) la cartea pe care începuse să o scrie asupra filosofului Gottfried Leibniz.
A fost executat pe 13 iulie 1943 împreună cu Alexander Schmorell în închisoarea din München. În lunile care au urmat, familia sa – îndeosebi soția sa Clara – au avut de îndurat nenumărate hărțuieli din partea Gestapo-ului fiind interogată în procesul intentat lui Hans Leipelt, un alt tânăr apropiat mișcării de rezistență Trandafirul Alb. Ultima umilire pentru văduvă – cum precizează Wittenstein – a fost aceea că a trebuit să mai aștepte încă 7 ani după căderea nazismului atât pentru a primi o pensie în urma soțului cât și, mai ales, reabilitarea lui: într-adevăr, legea germană a considerat că licențierea profesorului a fost absolut legitimă.